# Jasenov (Prešov)
|  | No s'ha de confondre amb Jasenov (Košice). |

Jasenov és un poble i municipi d'Eslovàquia. Es troba a la regió de Prešov, al nord del país.

## Història
La primera referència escrita de la vila data del 1279.

## Demografia
| Godina             | 1994 | 2004   | 2014   | 2024   |
| ------------------ | ---- | ------ | ------ | ------ |
| Nombre de persones | 1079 | 1142   | 1185   | 1210   |
| Diferència         |      | +5,83% | +3,76% | +2,10% |

| Godina             | 2023 | 2024   |
| ------------------ | ---- | ------ |
| Nombre de persones | 1186 | 1210   |
| Diferència         |      | +2,02% |